# 久保より江
久保 より江（くぼ よりえ、1884年（明治17年）9月17日 - 1941年（昭和16年）5月11日）は、日本の俳人。

## 人物

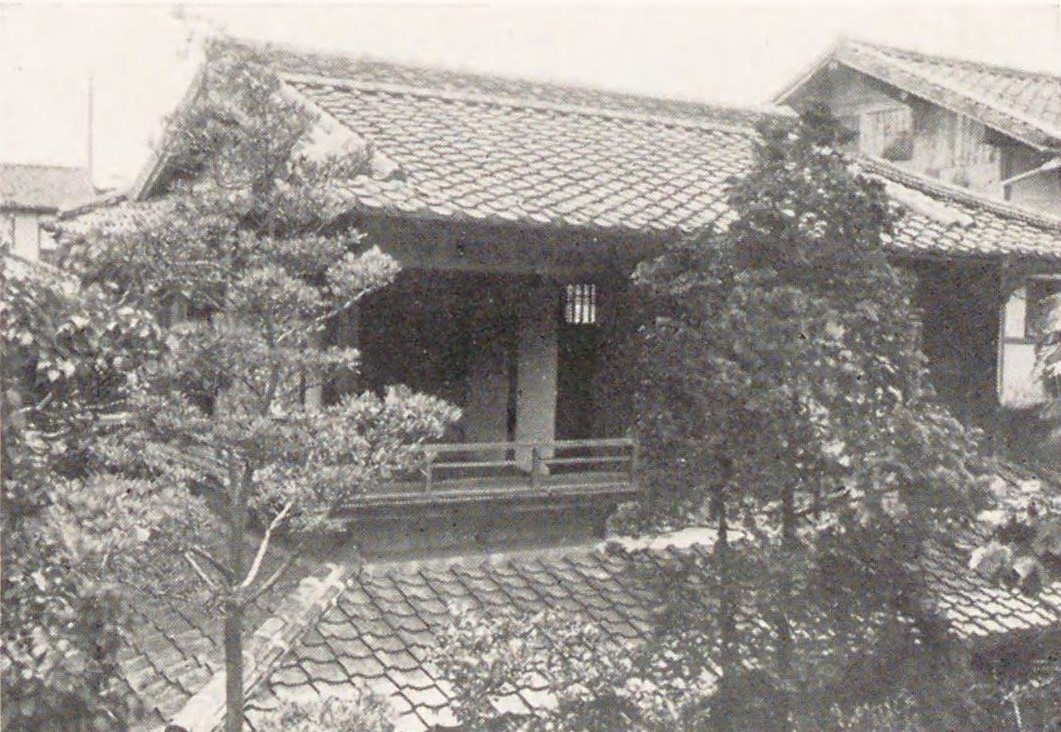
より江の祖父が所有していた愚陀仏庵

1884年（明治17年）、鉱山技師の父・宮本正良と母ヤスの長女として、愛媛県松山市に生まれる。
1895年（明治28年）、松山時代の夏目漱石が下宿し、正岡子規が寄宿していた「愚陀仏庵」の持ち主がより江の母方の祖父・上野義方であったことから、当時12歳の少女であったより江は、若くして漱石や子規と面識を持ち、可愛がられたという。漱石の『吾輩は猫である』に登場する女学生・雪江は、より江をモデルにしたとされる。

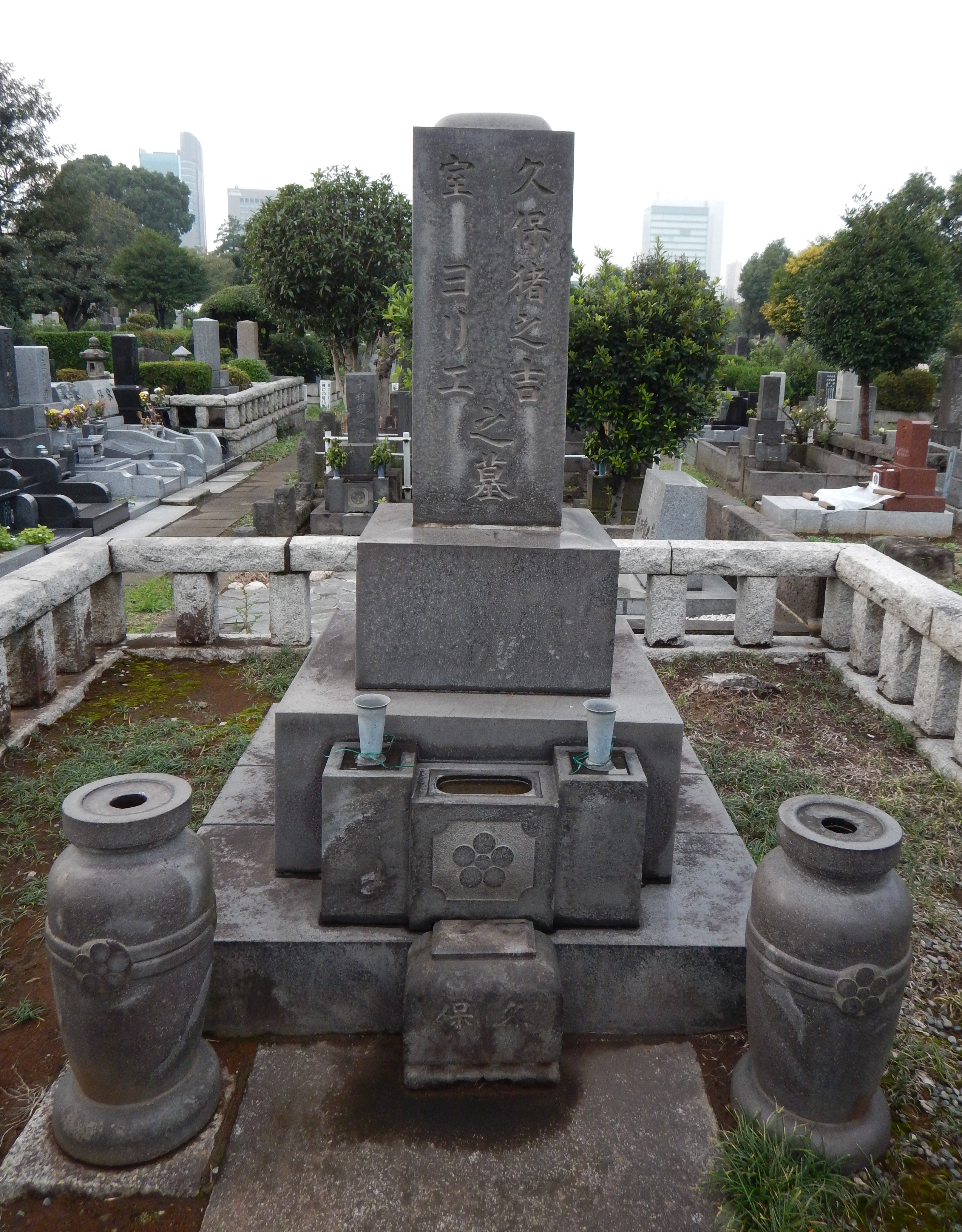
青山霊園にある久保猪之吉・より江夫妻の墓

1899年（明治32年）、上京。東京府立第二高等女学校を卒業後、医学博士の久保猪之吉と結婚し、福岡市に転居。柳原白蓮、泉鏡花、長塚節らと交遊した。俳句は、清原枴童、高浜虚子に師事。のち、ホトトギス同人に推され、昭和の初めには大阪の俳句雑誌「山茶花」の婦人雑詠選者を務めた。
1941年（昭和16年）、5月11日没。享年58。随筆集『嫁ぬすみ』、句文集『より江句文集』などの著作がある。愛猫家として知られ、猫を詠んだ句が多い。

## 代表句
- 猫に来る賀状や猫のくすしより
- 旅に得し消息のはし猫初産
- 泣き虫の子猫を親にもどしけり
- 猫の子のもらはれて行く袂かな
- たんぽゝを折ればうつろのひゞきかな
- 帰り来ぬ猫に春夜の灯を消さず
- 袂より比叡の薊や旅ころも
- そのかみの絵巻はいづこ濃あぢさゐ
- 籐椅子に猫が待つなる吾家かな
- ねこの眼に海の色ある小春かな

## 久保より江を描いた作品
- 出久根達郎『漱石センセと私』潮出版社,2018

## 関連文献
- 真田幸治「久保より江 小村雪岱と泉鏡花の出会いの媒介者として」Editorship 5号134-141頁,2018-03